# Aloysius Jousten
Mons. Aloysius Jousten (2. listopadu 1937, Sankt Vith – 20. září 2021, Kolín nad Rýnem) byl belgický římskokatolický kněz a emeritní biskup diecéze Lutych.

## Život
Narodil se 2. listopadu 1937 v Sankt Vith. Po střední škole odešel do Kněžského semináře v Lutychu a na Katolické univerzitě v Lovani získal doktorát z teologie a filosofie. Na kněze byl vysvěcen 8. července 1962. Po vysvěcení působil jako profesor kněžského semináře či jako kaplan v Amelu. Roku 1985 se stal děkanem Sankt Vith a biskupským vikářem Německojazyčného společenství Belgie a roku 1990 děkanem v Eupenu.
Dne 9. května 2001 jej papež Jan Pavel II. jmenoval biskupem diecéze Lutych. Biskupské svěcení přijal 3. června 2001 z rukou kardinála Godfrieda Danneelse a spolusvětitelé byli arcibiskup Pier Luigi Celata, biskup Albert Houssiau, biskup Guillaume Marie van Zuylen a biskup Paul Schruers.
Dne 31. května 2013 přijal papež František jeho rezignaci na post diecézního biskupa z důvodu dosažení kanonického věku 75 let.